# Turski železniški predor
Turski železniški predor (nemško Tauerntunnel) v Avstriji je najdaljši predor Turske železnice, ki prečka glavno verigo Alp. Trenutno ima dolžino 8,371 km. Najvišja točka predora, ki je tudi najvišja točka vse železniške proge, je na višini 1226 metra nadmorske višine. Severni vhod v predor je pri Böcksteinu v dolini pri Bad Gasteinu v zvezni deželi Salzburg, južni vhod je v bližini Mallnitza na Koroškem.

## Gradnja
Načrti za gradnjo železniške proge za povezavo med koncem avstrijske zahodne železnice v mestu Salzburg in Beljakom, ki bi vodila do južne železnice, so obstajali že v 1880-ih. Ta linija bi bila še posebej pomembna za prevoz blaga med industrializirano severno Avstro-Ogrsko in Trstom, takrat glavnim pristaniščem monarhije na Jadranskem morju. Šele po tem, ko so Avstrijci opazovali svoje sosede, Švicarje, ko so dosegli izjemen dosežek, saj jim je že leta 1881 uspelo dokončati predor Gotthard.
Načrtovanje železniške proge in Turskega predora se je začelo v začetku 1890-ih. Vrtanje se je začelo julija 1901 s severne strani, dela na južni strani so se začela oktobra istega leta. Delo je nadzoroval gradbeni inženir Karl Wurmb (1850-1907), medtem ko je večino delovne sile opravljala italijanska delovna sila. Kljub mnogim težavam je bila gradnja končana leta 1906. Uradno odprtje je bilo 5. julija 1909 v navzočnosti cesarja Franca Jožefa skupaj s preostankom Turske železniške proge. Čeprav so bili številni drugi deli proge enotirni, je bil predor že od začetka dvotiren.
Med letoma 1925 in 1935 je bil predor elektrificiran, skupaj z ostalo progo. Ker so bile parne lokomotive nadomeščene z električnimi, dovodi zraka, ki so bili prej potrebni za oskrbo predora z dodatnim svežim zrakom, niso bili več potrebni. Med letoma 2000 in 2004 so bila v predoru izvedena obsežna obnovitvena dela. Med deli je bila sprememba vhoda v severni predor. V bližini tega vhoda je bila nekdaj razvpita krivulja, v kateri so številni vlaki iztirili. Prvi del predora, ki ni bil zelo globoko pod zemljo, je bil izkopan, vhod za predor pa premaknjen 179 metrov nazaj, zato se je skrajšala dolžina predora z 8.550 na 8.371 metrov . Stari vhod v tunel je ostal na svojem prvotnem mestu, zdaj pa služi kot spominski lok. Med prenovo so tudi zamenjali vse tirnice in daljnovode, popravili poškodovane dele stene predora in postavili sistem za odkrivanje požara.

### Avtovlak
Že od prve svetovne vojne se motorna vozila vozijo z vlaki z ene strani na drugo. Autoschleuse ali Tauernschleuse – avtovlak, je sestavljen iz posebej prilagojenega vlaka za avtomobile z možnostjo nakladanja in razkladanja številnih avtomobilov v kratkem času. Ker so bila varnostna pravila zaostrena, vlak sestavlja tudi več potniških vagonov za potnike iz avtomobilov.

## Varnostna vprašanja
Po številnih hudih nesrečah v Avstriji (cestni predor Tauern, 29. maj 1999) in drugih državah (predor Mont Blanc, 24. marec 1999, predor Gotthard, 24. oktober 2001) je avstrijska vlada izrazila zaskrbljenost zaradi varnost v predorih, ne samo v cestnih ampak tudi v železniških, ob upoštevanju velike količine nevarnega blaga, ki se prevaža skozi njih. Z načrtovano prenovo je prišla tudi namestitev obsežnih sistemov za odkrivanje požara, sistemov javljanja v sili in označb poti pobega. Tudi sistem avtomobilskih prevozov je bil prilagojen novim varnostnim predpisom. Prej so se potniki, ki so uporabljali avtovlak, med 11-minutno vožnjo smeli sedeti v svojih avtomobilih. Dandanes morajo vsi potniki stopiti v potniški vagon neposredno za lokomotivo. Na obeh koncih predora so nameščeni posebni vlaki za gašenje požara.

## Zgodovina
12. avgusta 1947 je pod britanskim vojaškim vlakom eksplodirala bomba, v kateri je bilo 175 ljudi iz Londona namenjenih v Beljak. Bomba je eksplodirala pod prtljažnim prostorom in poškodovala enega vojaka. Druga bomba ni eksplodirala. Nameravali so iztiriti vlak čez strmo pečino. V napad na vlak je bila vpletena tudi teroristična skupina Irgun.